# Bogdan Andone
Bogdan Andone (Aiud, 7 gennaio 1975) è un allenatore di calcio ed ex calciatore rumeno, di ruolo centrocampista, tecnico dell'Argeș Pitești.

## Palmarès

### Giocatore

#### Competizioni nazionali
- Campionato rumeno: 1

Rapid Bucarest: 1998-1999
- Supercoppa di Romania: 1

Rapid Bucarest: 1999
- Campionato cipriota: 1

Apollōn Limassol: 2005-2006
- Supercoppa di Cipro: 1

Apollōn Limassol: 2006

### Allenatore

#### Competizioni nazionali
- Liga II: 1

Argeș Pitești: 2024-2025